# Labidosaurus

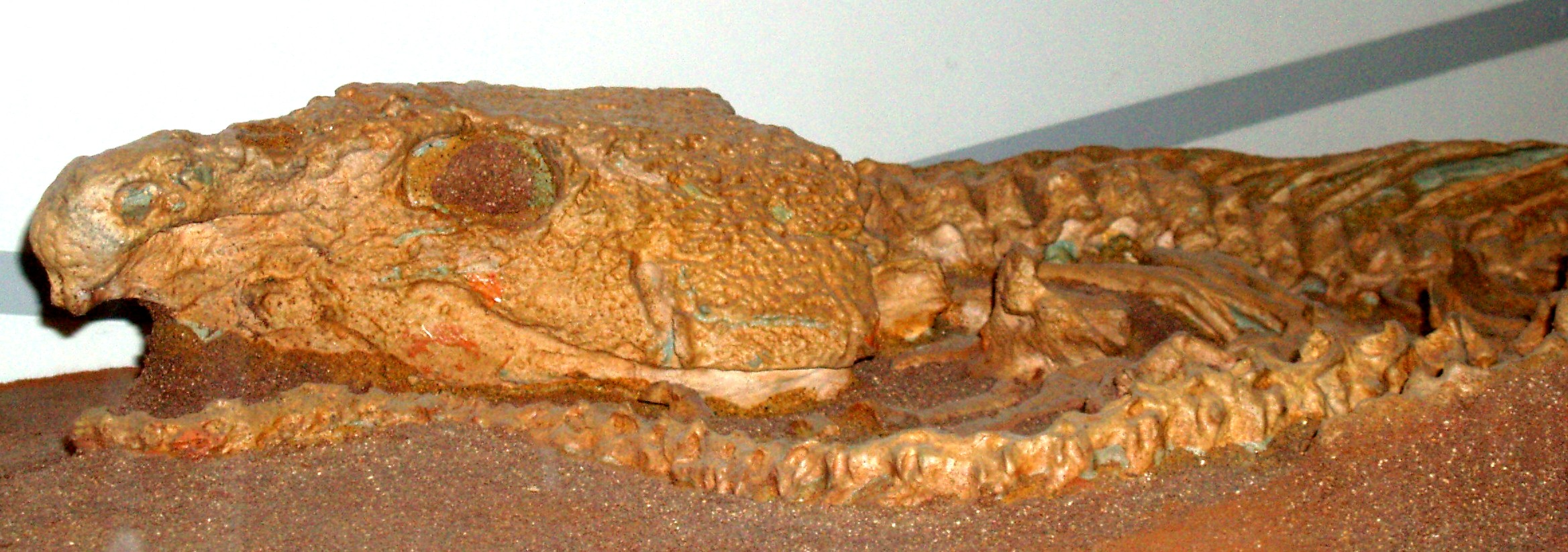
Labidosaurus

Labidosaurus es un género extinto de reptiles anápsidos del Pérmico Inferior de América del Norte. Se han descubierto sus fósiles en Texas, Estados Unidos.

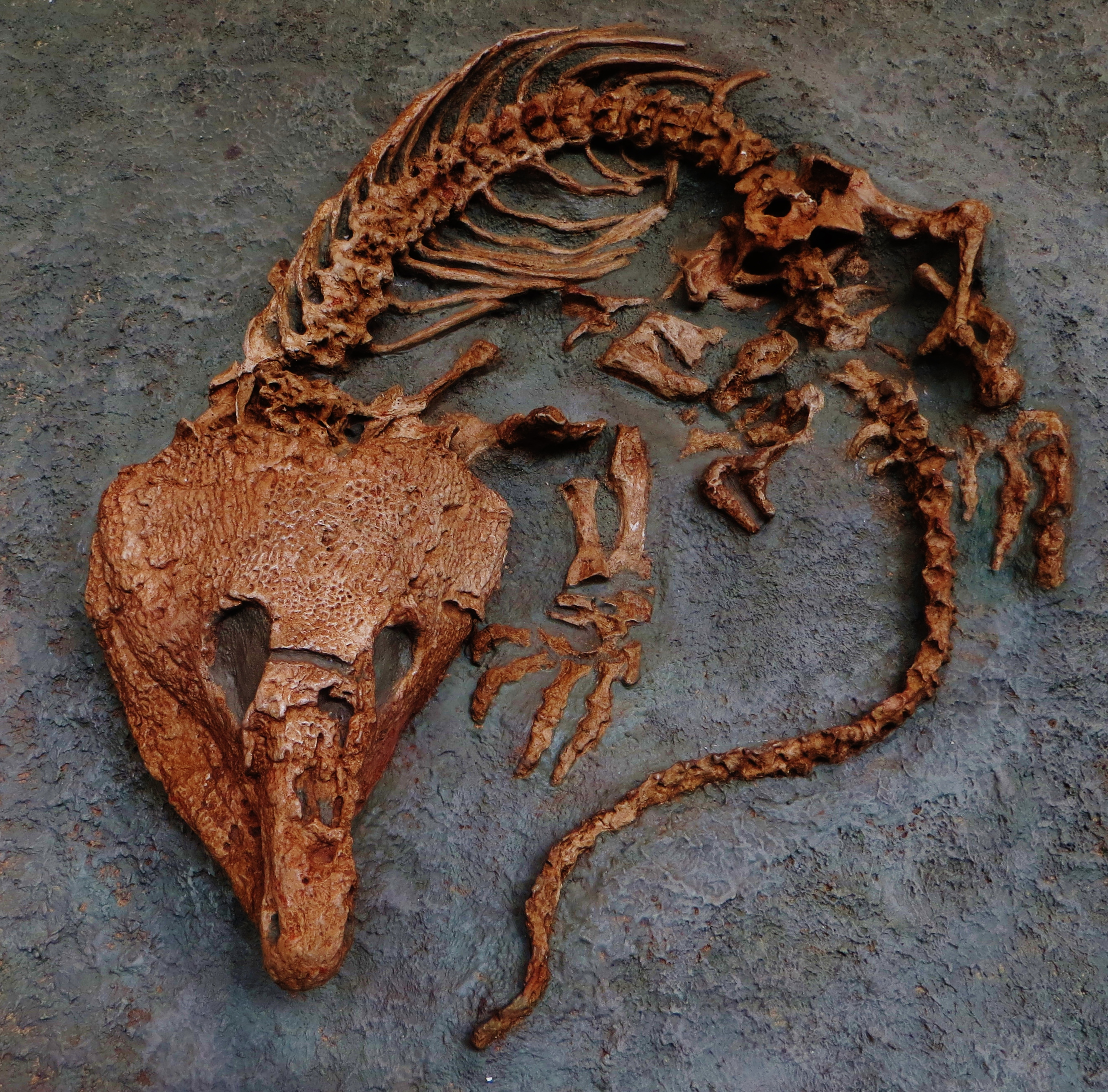
Fósil de Labidosaurus hamatus.

Labidosaurus era semejante a un lagarto con una gran cabeza, y media unos 75 cm de largo. Labidosaurus, a diferencia de muchos otros captorrínidos, tenía una única fila de dientes afilados y cónicos en sus mandíbulas y se asume por tanto que sus hábitos dietarios deben haber sido omnívoros.
Una mandíbula inferior de Labidosaurus fue descrita en 2011 y muestra evidencia de osteomielitis, o de una infección del hueso. Es el más antiguo ejemplo conocido de una infección en un vertebrado terrestre. La infección probablemente se desarrolló debido a que la pulpa dental de un diente roto del hueso dentario quedó expuesta a las bacterias. Aunque otro diente pudo haber reemplazado a la pieza rota, la regeneración debió de haber sido lenta. Labidosaurus y otros captorrínidos tenían dientes implantados profundamente en sus mandíbulas. Esta implantación limitaba el reemplazo dental, lo que significa que el diente roto pudo haber estado expuesto por un largo período de tiempo.

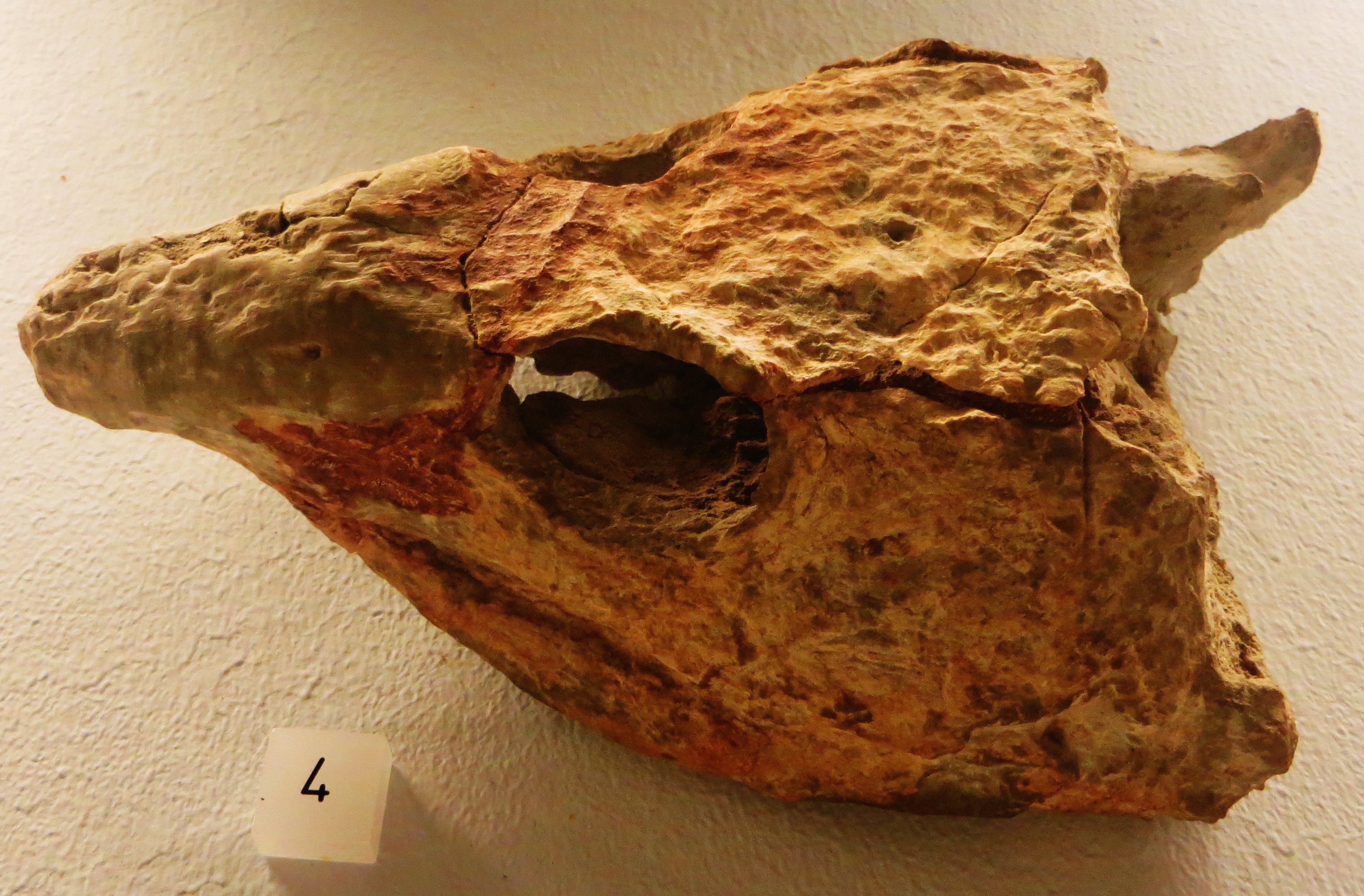
Cráneo de Labidosaurus